# Юзеф Вінцентович
Йосип Вінцентович (пол. Józef Wincentowicz; 13 жовтня 1869, с. Горішня Вигнанка, нині Україна — 2 липня 1941, м. Чортків, нині Україна) — католицький діяч, слуга Божий католицької церкви, вбитий НКВС.

## Життєпис
Йосип Вінцентович народився 13 жовтня 1869 року у селі Горішній Вигнанці, нині Чортківської громади Чортківського району Тернопільської области України.
Він відчув бажання спробувати чернече життя в ордені св. Домініка. З цією метою 24 серпня 1894 року вступив в орден на брата, а 24 грудня 1895 року в Чорткові надів Домініканську обитель і прийняв Чернече ім'я Домінік. З Чорткова він поїхав на річне перебування до Жовкви, а звідти до Львова, де начальство також повідомило йому, що він не має релігійного покликання. Повернувся до Чорткова, де вступив до третього ордена св. Домініка.
У «Головній книзі членів третього ордена св. Домініка, очолювана з 1913 року» о. Теодором Налесняком, виконувала в тридцяті роки функції директора III. Орден у Чорткові, у переліку 1935 р. за № 66 він записав: «Вінцентович Йосип, бр. Домінік, вільний, уродженець верхньої засильної, що проживав у Чорткові, кл[аштор] оо. домініканців, церковний, народився 13 X 1869 р. — 1 V 1901, 15 V 1901, 10 VIII 1913 р.». Потім синім олівцем було написано: «смерть — 2 VII 1941 року, убитий більшовиками». Терціар в костелі виконував функції ризничого і церковника, більше сорока років, і до мученицької смерті в 1941 році.
Ян Гримняк згадує: «Я зустрів брата Вінцентовича. Він належав до так званого Третього Ордену, бо не виконував релігійних обітниць, як батьки чи брати, і не носив звичок. Він був високий, я б сказав, маленький, трохи горбатий, завжди одягнений у знос, скромно та охайно. Він був трохи лисий і розчісувався набік. Як людина духовна і не кидаючись на стосунки, а така добра і дуже працьовита. Він жив у маленькій кімнатці на першому поверсі старої частини монастиря. У кімнаті завжди було впорядковано, незважаючи на те, що він займався пошиттям одягу, пошиттям того, що потрібно всім батькам і братам, а іноді і нам. Крім того, в його обов'язки входив догляд за ризою та літургійними костюмами. Він завжди був першим на ногах і в 6-й ранку все було готове до Святої Меси. Якщо хтось із нас, хлопців, засинав за своїми обов’язками (обов’язком було служити вранці на Святій Месі), він не хотів позбавляти нас сну, він сам служив на Святій Месі. Він нам дуже сподобався за це, і за все. Він був доглядачем, і якщо хтось із нас щось зламав у гардеробі, він завжди це виправляв. Іноді він муркотів, як докір, але завжди робив те, що треба було, і все одно посміхався. Я не знаю, чи може конвент існувати без такої необхідної людини».

### Беатифікаційний процес
Від 12 листопада 2006 року триває беатифікаційний процес прилучення бр. Йосипа Вінцентовича до лику блаженних.